# Big Bend (Contea di Rusk, Wisconsin)
Big Bend è un comune degli Stati Uniti, situato in Wisconsin, nella Contea di Rusk.